# Georges Daudignon
Pas d'image ? Cliquez ici

a Compétitions nationales et continentales officielles uniquement.

b Matchs officiels uniquement.
Georges Daudignon, né le 24 octobre 1905 à Boucau (Pyrénées-Atlantiques) et mort le 6 novembre 1989 dans le 13e arrondissement de Paris (Paris), est un joueur international français de rugby à XV évoluant au poste de demi de mêlée des années 1920 à 1930.
Il se forme au rugby à XV au Boucau stade et dispute le Championnat de France. Venu sur Paris dans le cadre de son service militaire à ses vingt ans, il joue alors en charnière pour le Stade français. Il dispute avec ce dernier la finale du Championnat en 1927 avec Jean Duhau (boucaulais également), Pierre Moureu et Richard Majérus. Parallèlement, il connaît une sélection en équipe de France en 1928 dans le cadre du Tournoi des Cinq Nations.

## Palmarès
- Collectif : 
  - Finaliste du Championnat de France : 1927 (Stade français).

### Détails en sélection
| Matchs internationaux de Jean Duhau | Matchs internationaux de Jean Duhau | Matchs internationaux de Jean Duhau | Matchs internationaux de Jean Duhau | Matchs internationaux de Jean Duhau | Matchs internationaux de Jean Duhau | Matchs internationaux de Jean Duhau | Matchs internationaux de Jean Duhau | Matchs internationaux de Jean Duhau | Matchs internationaux de Jean Duhau | Matchs internationaux de Jean Duhau | Matchs internationaux de Jean Duhau |
|                                     | Date                                | Adversaire                          | Résultat                            | Compétition                         | Poste                               | Points                              | Essais                              | Pen.                                | Drops                               |                                     |                                     |
| ----------------------------------- | ----------------------------------- | ----------------------------------- | ----------------------------------- | ----------------------------------- | ----------------------------------- | ----------------------------------- | ----------------------------------- | ----------------------------------- | ----------------------------------- | ----------------------------------- | ----------------------------------- |
| sous les couleurs de la France      |                                     |                                     |                                     |                                     |                                     |                                     |                                     |                                     |                                     |                                     |                                     |
| 1.                                  | 2 janvier 1928                      | Écosse                              | 6-15                                | Cinq Nations                        | Demi de mêlée                       | -                                   | -                                   | -                                   | -                                   |                                     |                                     |